# Memorial Campo Weyer/Innviertel
O Memorial Campo Wayer/Innviertel (Erninnerunsstätte Lager Weyer/Innviertel) foi feito para lembrar o antigo campo de trabalho para ciganos chamado St.Pantaleon-Weyer. O memorial está situado em Weyer, uma parte do município de Haigermoos, que até 1945 fazia parte de St.Pantaleon (Áustria).

## História do campo
O campo da DAF (Frente Alemã para o trabalho) foi estabelecido por August Eigruber em 1940. Os internos, geralmente cidadãos que viviam nos arredores, eram obrigados a fazer trabalhos para o desvio do leito do rio de Moosach. O quadro de empregados do campo consistia em membros da SA do Grupo Alpenland. Depois das mortes consecutivas de cinco trabalhadores, como consequência de maus-tratos, o médico do município St.Pantaleon Dr. A. St. fez uma denúncia e a Procuradoria de Ried apresentou acusação à direção e à guarda do campo. O campo de trabalho foi fechado no começo de 1941 e o processo foi cancelado. 
Depois o lugar foi transformado em um campo de concentração para ciganos que predominantemente eram de origem Austríaca. Até mesmo mulheres e crianças foram internadas e usadas para os trabalhos no rio.
Em novembro de 1941 o campo de concentração de ciganos foi dissolvido e os 301 prisioneiros sobreviventes foram deportados em vagões de gado para o gueto de Litzmannstadt, na vila de Lackembach em Burgenland. 

## Memorial
Com esse memorial o município de St.Pantaleon também lembra da sua própria responsabilidade como a administração responsável naquela época. Muitos dos crimes cruéis aconteceram na região desse município.  O memorial no rio Moosach foi criado pelo escultor Dieter Schmidt de Fridolfing e inaugurado no dia 24 de junho em 2000. O memorial é situado na região do atual município de St.Pantaleon, mas não na área do Campo Weyer que hoje faz parte do município Haigermoos.  

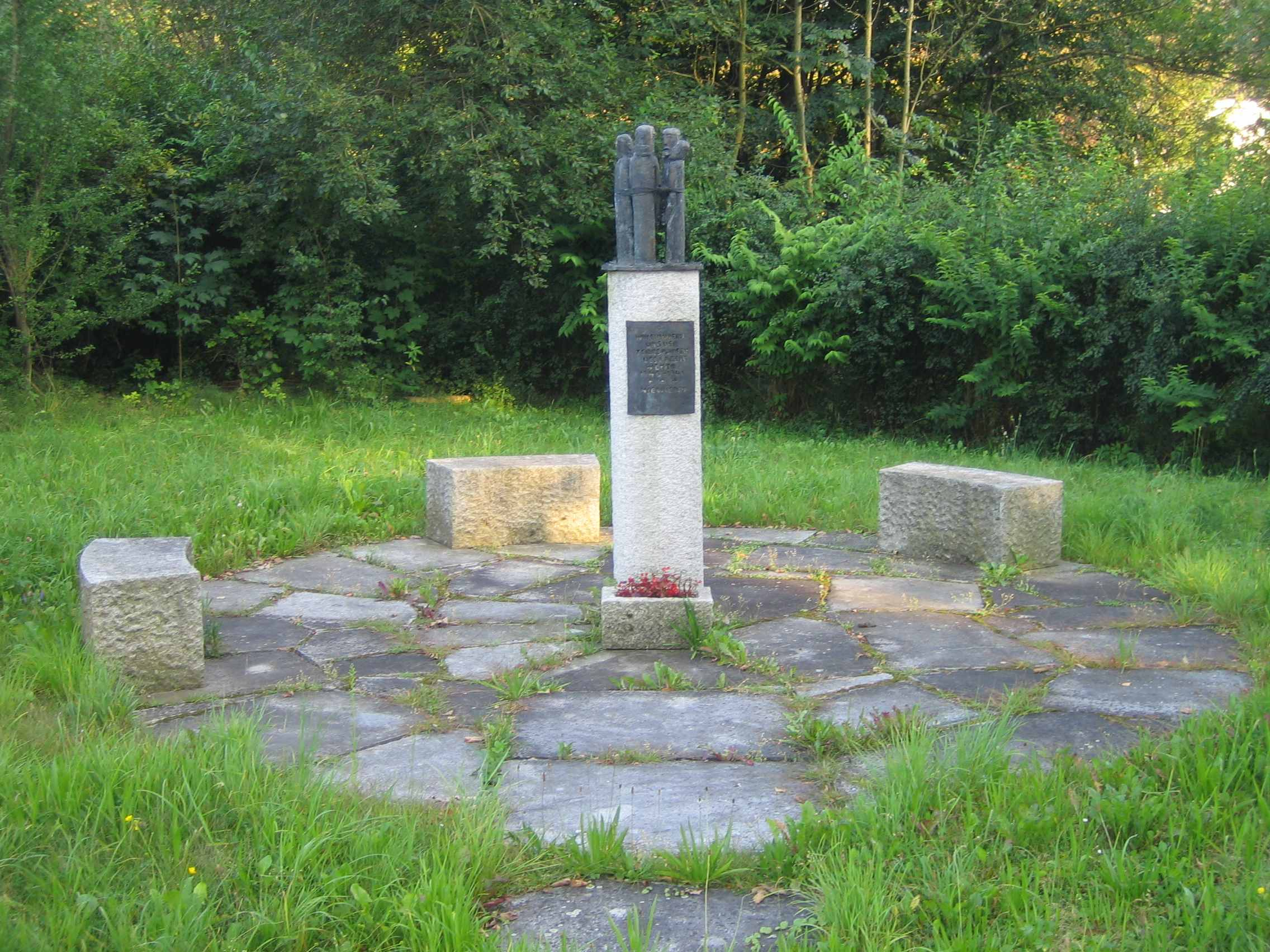
Memorial
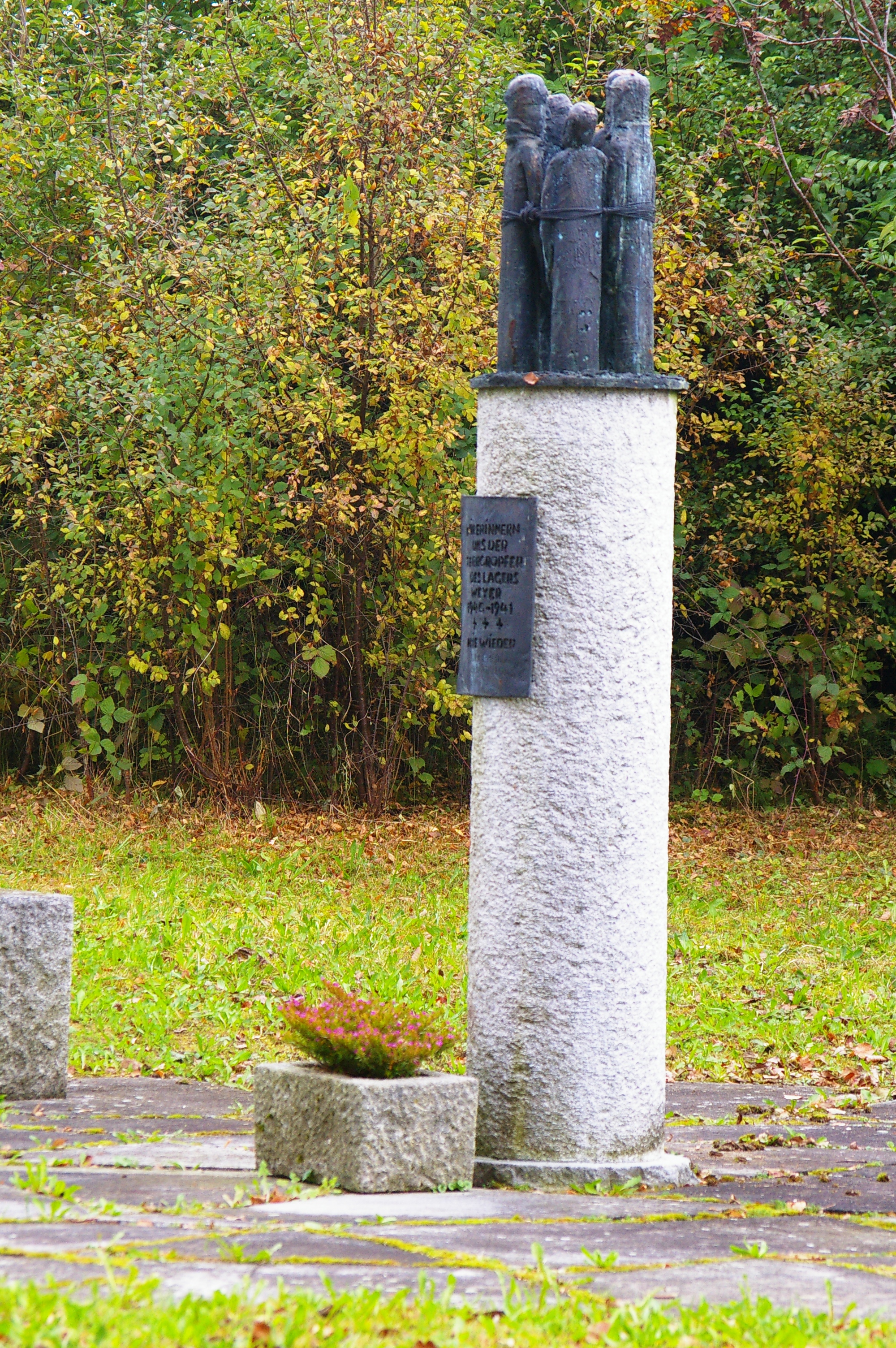
Memorial
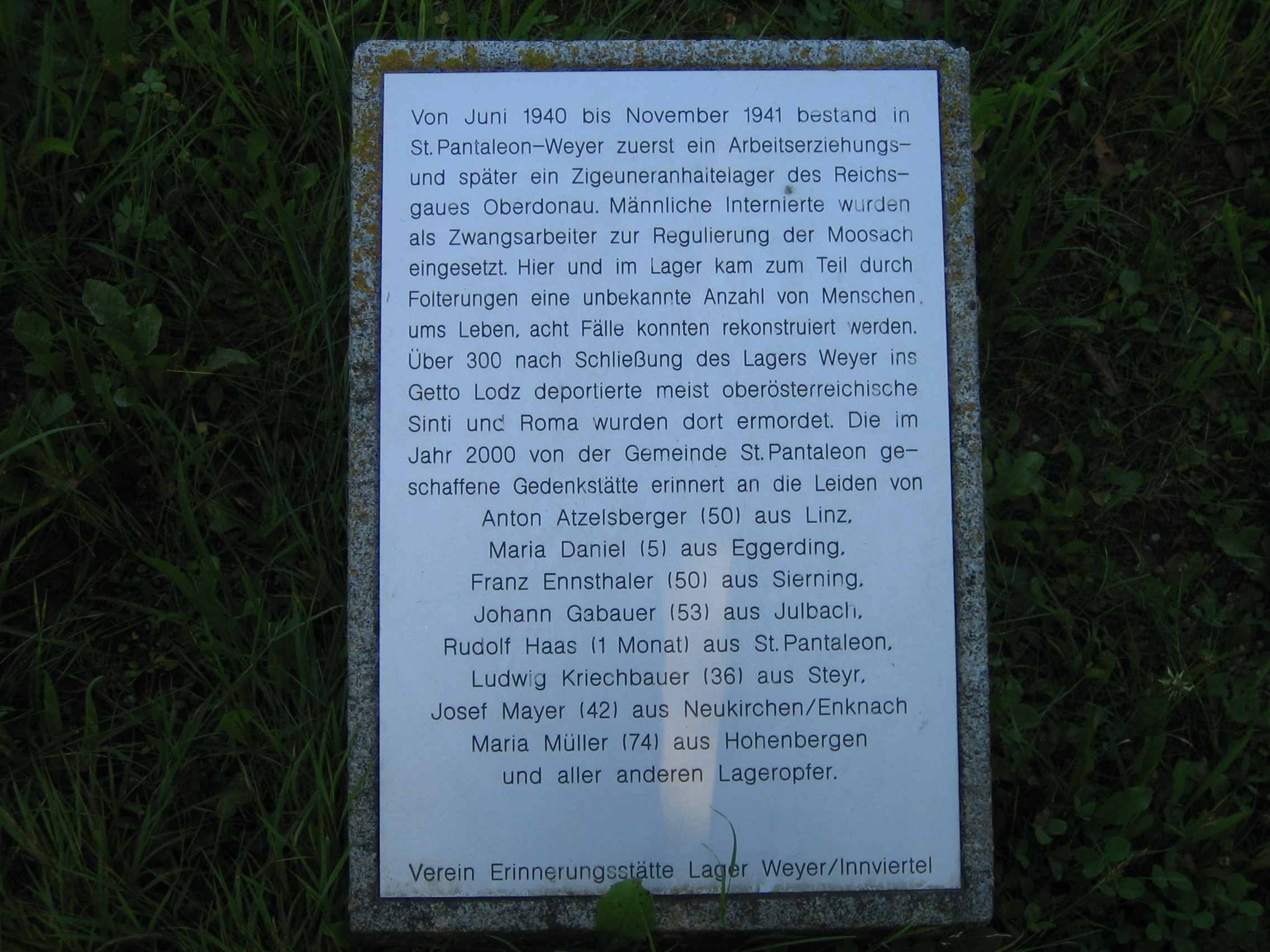
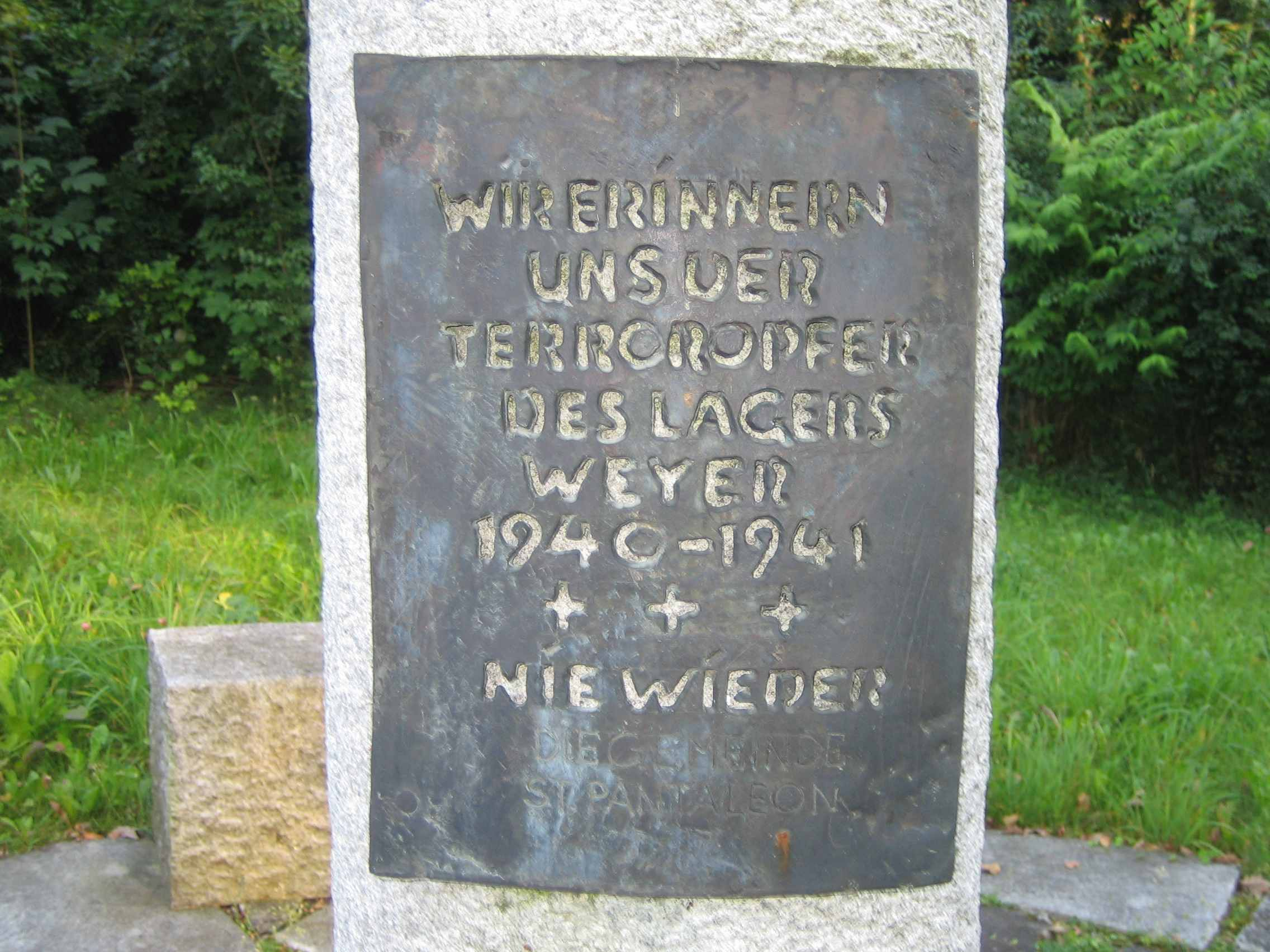

## Ponte da lembrança
É uma singela ponte próxima do primeiro campo que passa sobre o rio Moosach e que liga St.Pantaleon a St.Georgen. Ela foi declarada como „Ponte da Lembrança“ em 2009 por ambos prefeitos Herbert Huber e Friedrich Amerhauser, por iniciativa de Andreas Maislinger. Esta ação faz parte de uma iniciativa distrital: o distrito Braunau am Inn, que quer se livrar da imagem negativa de ser o „lar de Hitler“, agora saúda os visitantes como „distrito da paz“ nos seus painéis de transito. No ano de 2006, o Serviço Austríaco da Memória do Holocausto estimulou a instalação de ainda mais Pedras-Tropeço nesse distrito.